# Wet tot teruggave cultuurgoederen uit bezet gebied
De Wet tot teruggave cultuurgoederen uit bezet gebied was een Nederlandse wet betreffende cultureel erfgoed uit tijdens een gewapend conflict bezet gebied die geldigheid had van 8 maart 2007 tot en met 30 juni 2016. Op 1 juli 2016 werd de wet vervangen door de Erfgoedwet, die ook enkele andere eerder geldige wetten en regelingen verving. Feitelijk was de wet met terugwerkende kracht geldig tot 1959 doordat het een relatie had met UNESCO-verdrag 1954.
De wet werd ingediend op 20 juni 2005. In het kort kwam de wet erop neer, dat het verboden was om cultuurgoederen Nederland binnen te brengen die afkomstig waren uit een bezet gebied, of om dit soort cultuurgoederen in bezit (onder zich) te hebben.
Indien er kosten aan de inbewaringneming van de genoemde cultuurgoederen verbonden waren, konden deze gedeeltelijk of geheel verhaald worden op de persoon die in overtreding was. Hieraan zouden zo nodig een dwangbevel en deurwaarder te pas kunnen komen.
Een voorbeeld waar deze wet van toepassing was betrof de teruggave door Nederland in 2013 van vier iconen aan Cyprus.